# 13인의 반찬
《13인의 만찬》(Thirteen At Dinner)은 영국에서 제작된 루 안토니오 감독의 1985년 영화이다. 피터 유스티노프 등이 주연으로 출연하였고 닐 하틀리 등이 제작에 참여하였다.

## 출연

### 주연
- 피터 유스티노프
- 페이 더너웨이
- 조나단 세실

### 조연
- 빌 나이
- 다이안 킨
- 존 스트라이드
- 베네딕 테일러
- 리 호슬리
- 앨런 커스버트슨

## 기타
- 원작자: 아가사 크리스티
- 미술: 앤드류 샌더스